# Paspalum centrale
Paspalum centrale är en gräsart som beskrevs av Mary Agnes Chase. Paspalum centrale ingår i släktet tvillinghirser, och familjen gräs. Inga underarter finns listade i Catalogue of Life.